# 斯科特·里特
小威廉·斯科特·里特（William Scott Ritter Jr.，1961年7月15日—）是被定罪的性犯罪者，他曾是前美国海军陆战队情报官员，曾在联合国負責执行軍備控制任務，他在海湾战争期间与诺曼·施瓦茨科夫負責在波斯湾和伊拉克监督裁军。曾于1991年至1998年担任联合国武器检查员，负责檢查大规模杀伤性武器。里特于1998年8月26日从联合国特别委员会辞职。他起初指责萨达姆政权误导视察员和欺骗国际社会，然而不知何故，里特不久之后态度急转，指责中央情报局试图通过联合国核查员获得伊拉克情报。他在联合国担任核查员时的上司Richard Butler称，里特在担任核查员时自称是‘狗老大’，他激进到扬言“上帝啊，那里有更多的武器，我们必须去找它们”--这是他的论点，却没有足够的证据支撑。而他突然变成个Peacenik后，就又开始从头到尾胡说八道：“没有大规模杀伤性武器！”，却也没有足够的证据支撑。
在2000年代，里特多次犯下恋童罪行，最终在一次于网络聊天室勾引未成年人（实为警员假扮）后被捕入狱。

## 宣传生涯
多年来，斯科特·里特在多家媒体上發表有關俄乌战争、國際安全、军事事务、俄罗斯、中东以及軍備控制和核武器擴散等问题的文章。自2019年以来，里特定期在俄罗斯政治宣传媒体，例如官媒RT电视台網站上撰写专栏文章，例如关于2022年俄羅斯入侵烏克蘭的文章，他還表示绝对有必要对美在乌克兰生物实验室进行严格核查並指出乌克兰警方在布恰犯下了反人类罪 。他也多次批評美国的中东外交政策。他還對环球时报表示两岸和平统一最符合美国利益。
2022年7月，乌克兰反虚假信息中心将里特列入俄罗斯政治宣传员名录。
里特在推特上常发表一些关于乌俄战争的奇怪言论。2022年俄国全面入侵乌克兰前夕，里特宣称“你们这些相信乌克兰高贵抵抗运动的人来说，你并不了解现代战争。 乌克兰军队将在短时间内被歼灭； 任何愚蠢到试图扣动扳机的乌克兰民兵都不会活着看到新的一天。 这就是现实”。俄军发动全面入侵当天，里特又说“这(战争)将在一周内结束”。战争开始后一个月，俄军闪击基辅的计划遭遇乌军坚决抵抗并最终受挫后，里特又说“这场战争将作为俄罗斯的战略胜利载入史册。 俄罗斯将阻止北约扩张，摧毁乌克兰'纳粹意识形态'的危险巢穴，通过破坏北约重新定义欧洲安全，并展示俄罗斯的军事实力，这是一种重要的威慑力量”。然而不久之后，因为俄国入侵乌克兰带来的威胁，原本奉行中立政策的芬兰和瑞典均申请加入北约。2023年，德国计划向乌克兰提供金牛座导弹后，里特又宣称“俄国是时候她妈的炸平德国了(原文如此:'blows the fuck out of Germany')”。

## 恋童犯罪
斯科特·里特是一名美國登記在案的性犯罪者，他因為猥褻未成年人而於2011年被定罪 。
当时，宾夕法尼亚州巴雷特镇的警探Ryan Venneman在网上巡查儿童色情犯罪者时，于一个网络聊天室和一个网名叫delmarm4fun的人发送信息。Venneman警探声称自己是只有15岁的少女，然而此人还是在知晓这一信息后继续调情并开视频手淫。随后，Venneman警探向正在和他聊天的人说：“你现在有大麻烦了”，“我是警察，你必须马上给我打电话”。对方起初拒绝，但在Venneman警探告知他自己手上有他电话号码，并且将会从Yahoo和网络运营商获取他的IP地址，如果对方不自首就将寻求获取对他的逮捕令并亲自上门来抓人之后，delmarm4fun最终选择自首。事后证明，此人正是斯科特·里特。里特随后被宾州的法院判决有罪，并在州立监狱服刑了约三年。
事后，里特还坚称他是“因自己的信仰而入狱”。